# Французский рысак
Французский рысак — рысистая порода лошадей.
Французские рысаки преимущественно гнедой, рыжей, реже вороной или караковой масти (чёрная окраска волос туловища, головы и ног с коричневыми подпалинами на морде, в паху и т. д.) Они очень крупные (средняя высота в холке 165 см), широкотелые, мощные, но позднеспелые, поэтому их начинают испытывать в возрасте 4-5 лет, тогда как американские и орловские рысаки в этом возрасте в большинстве своём уже сходят с беговой дорожки.
Эта порода создавалась в XIX—XX веках в провинции Нормандия путём скрещивания местных грубоватых массивных лошадей с арабской, а затем чистокровной верховой и норфолькской породами. Были использованы также орловские и американские рысаки. Полученная промежуточная форма, англо-нормандская, нашла широкое применение в сельском хозяйстве и кавалерии. Кроме того, на этих лошадях с 1836 года проводили состязания рысью под седлом. Подготовка к соревнованиям вырабатывала в отбираемых на племя особях наряду с резвостью выносливость — ведь дистанция устанавливалась немалая — 4-6 км. Полезные качества закреплялись генетически. Даже небольшая примесь крови американских рысаков сделала лошадей этой породы такими резвыми, что они стали опасными соперниками «американцам».
Призы во Франции разыгрываются в основном на средние и длинные дистанции, причём более трети из них приходится на заезды рысью под седлом при весе всадников от 60 до 85 кг (последний довольно внушителен для конного спорта). Поэтому французские рысаки отличаются не спринтерскими, а стайерскими способностями и мировые рекорды на длинные дистанции в основном устанавливают они. Количество рысаков в этой стране превышает 60 тысяч (из них 14 тысяч находятся в тренинге, а 17 тысяч племенных кобыл и 650 жеребцов-производителей — в воспроизводстве). Ежегодно рождается свыше 11 тысяч жеребят.